# Rudolf Meimberg
Rudolf Meimberg (* 19. Dezember 1912 in Prüm; † 4. November 2011) war ein deutscher Wirtschaftswissenschaftler und Hochschullehrer.

## Leben und Wirken
Rudolf Meimberg war der Sohn des Juristen Alfred Meimberg. Er besuchte Gymnasien in Aachen, Münster/Westfalen und in Potsdam und legte das Abitur ab. Ab 1931 studierte er Rechtswissenschaften und Staatswissenschaften an den Universitäten Innsbruck, Berlin und Göttingen. 1934 erlangte er den Abschluss als Diplom-Volkswirt, 1936 legte er das erste juristische Staatsexamen ab. Anschließend wurde er an der Universität Berlin Assistent bei Jens Jessen. 1937 wurde er zum Dr. rer. pol. promoviert, 1939 habilitierte er sich. Während des Zweiten Weltkrieges war er Dozent in Berlin und wurde mehrmals zur Wehrmacht eingezogen. 1944 wurde er Professor an der Technischen Hochschule Prag.
Nach dem Zweiten Weltkrieg arbeitete er wieder in Berlin und war zunächst bei der Deutschen Zentralverwaltung für Industrie der Sowjetischen Besatzungszone tätig. Von 1946 bis 1948 war er Korrespondent der Zeitschrift Europa-Archiv. 1948 wurde er volkswirtschaftlicher Berater der Währungskommission zur Durchführung der Währungsreform, 1948 bis 1952 war er Direktor der Berliner Zentralbank. Von 1949 bis 1952 war er außerdem Dozent an der Deutschen Hochschule für Politik, 1952 war als er Beauftragter des Senats von West-Berlin Mitglied der deutschen Delegation bei der Londoner Schuldenkonferenz. In dieser Zeit begann er, sich mit Problemen des sozialistischen Wirtschaftssystems zu beschäftigen.
1953 zog er nach Frankfurt am Main und hatte einen Lehrauftrag an der Philipps-Universität Marburg. In Frankfurt wurde er Direktionsmitglied der Süddeutschen Bank und später bis 1960 der Deutschen Bank. 1954 berief ihn die Universität Frankfurt als Honorarprofessor. Er beschäftigte sich verstärkt mit internationaler Wirtschaftspolitik, insbesondere mit Problemen der Entwicklungsländer. Er war mehrere Jahre Vorsitzender des Ausschusses „Entwicklungsländer“ im Verein für Socialpolitik.
1960 erhielt er einen Ruf als ordentlicher Professor an die Rechts- und Wirtschaftswissenschaftliche Fakultät der Johannes Gutenberg-Universität Mainz und widmete sich vorrangig der akademischen Lehr- und Forschungsarbeit. In seiner Antrittsrede befasste er sich mit dem Streit über den Wechselkurs der D-Mark. 1979 wurde er emeritiert.
Rudolf Meimberg gründete 1994 die „Peregrinus-Stiftung“ zur Förderung von Auslandsenthalten für Studierende der Volkswirtschaftslehre oder Rechtswissenschaft an der Johannes-Gutenberg-Universität Mainz, die auch jährlich einen Dissertationspreis für die Gebiete Wirtschaftsordnung, Wirtschaftspolitik, Staatsrecht, Völkerrecht oder Strafrecht vergibt. Von der Bayerischen Akademie der Wissenschaften wird alle zwei Jahre der Preis der Peregrinus-Stiftung vergeben. Rudolf Meimberg stiftete den Rudolf-Meimberg-Preis, der von der Akademie der Wissenschaften und der Literatur Mainz seit 1996 alle zwei Jahre vergeben wird, später ebenfalls unter dem Namen Preis der Peregrinus-Stiftung. 2007 übertrug er der Gemeinde Rimsting aus seinem Vermögen 50.000 Euro zur Errichtung einer „Rudolf-Meimberg-Stiftung“ zur Unterstützung von Senioren und sozialen Härtefällen.
Rudolf Meimberg wurde 1999 mit der Leibniz-Medaille der Akademie der Wissenschaften und der Literatur Mainz ausgezeichnet. 2011 erhielt er von der Bayerischen Akademie der Wissenschaften postum die Medaille Bene merenti in Silber.

## Schriften
- Der Kredit des Erbhofs. Eine Untersuchung über den Geld- und Kreditbedarf des Erbhofs und die Möglichkeiten einer ausreichenden Kreditsicherung. Dissertation. Universität Berlin 1938. Kohlhammer, Stuttgart/Berlin 1938.
- Wirtschaft und Währung Westberlins zwischen Ost und West. Duncker & Humblot, Berlin/München 1950.
- Die Wirtschaft Westberlins. Entwicklung, Probleme, Aufgaben. Duncker & Humblot, Berlin/München 1950.
- Über die Einseitigkeit. Duncker & Humblot, Berlin 1952
- Die wirtschaftliche Entwicklung in Westberlin und in der sowjetischen Zone. Duncker & Humblot, Berlin/München 1951. 2. Auflage 1952.
- mit Franz Rupp: Die öffentlichen Finanzen in der sowjetischen Zone und im Sowjetsektor von Berlin. Bundesministerium für gesamtdeutsche Fragen, Bonn 1951.
- Probleme des Richtigen im Leben der Gesellschaft. Duncker & Humblot, Berlin 1952.
- Alternativen der Ordnung. Duncker & Humblot, Berlin 1956.
- mit Harald Jürgensen: Probleme der Finanzierung von Investitionen in Entwicklungsländern. Hrsg. Rudolf Stucken. Duncker & Humblot, Berlin-Lichterfelde 1959.
- Zum Streit über den Wechselkurs der D-Mark. Erweiterter Text der Antrittsvorlesung an der Johannes-Gutenberg-Universität Mainz am 17. November 1960. Knapp, Frankfurt am Main 1960.
- Der Geldwert im Widerstreit der Interessen. Knapp, Frankfurt am Main 1961.
- Über das Element der Willkür in sozialökonomischen Werturteilen. In: Jahrbuch für Sozialwissenschaft. Band 15, Heft 3. Lucius & Lucius, Stuttgart 1964, S. 312–336, JSTOR:20713940.
- Zur Problematik des flexiblen Wechselkurses der Währung eines relativ preisstabilen Landes. Duncker & Humblot, Berlin 1966.
- (Hrsg.): Voraussetzungen einer globalen Entwicklungspolitik und Beiträge zur Kosten- und Nutzenanalyse. Duncker & Humblot, Berlin 1971, ISBN 3-428-02391-9.
- mit Rolf Lösch, Johannes Caspar von Reitzenstein: Die Landwirtschaft in den Regionen der EWG und ihre Verbindung zu den anderen Wirtschaftsbereichen. Ifo-Institut für Wirtschaftsforschung, München 1971.
- Die internationale Währungskrise und ihre Einflüsse auf das deutsche Kreditwesen. Sparkassen- und Giroverband Rheinland-Pfalz, Mainz 1972.
- Zum rationalen Gehalt gesellschaftlicher Leitbilder und Zielvorstellungen. Duncker & Humblot, Berlin 1979, ISBN 3-428-04485-1.
- Zur Vertretbarkeit von Störungen der Marktwirtschaft aus ideellen und sonstigen Gründen. Duncker & Humblot, Berlin 1983, ISBN 3-428-05331-1.
- Prinzipien der Wirtschafts- und Gesellschaftspolitik. Zur Frage ihrer Bestimmbarkeit. Scripta-Mercaturae, St. Katharinen 1989, ISBN 3-922661-59-9.
- Werte als solche – Mittel/Zweck-Werte. Erfahrbares – Spekulatives – Postulate. Duncker & Humblot, Berlin 2001, ISBN 3-428-10157-X (eingeschränkte Vorschau in der Google-Buchsuche).